# Ochsenfurt
Ochsenfurt är en stad i Landkreis Würzburg i Regierungsbezirk Unterfranken i förbundslandet Bayern i Tyskland. Vid staden finns Ochsenfurts flygplats.